# (3435) Boury
(3435) Boury est un astéroïde de la ceinture principale.

## Description
(3435) Boury est un astéroïde de la ceinture principale. Il fut découvert le 2 décembre 1981 à l'Observatoire de Haute-Provence par François Dossin. Il présente une orbite caractérisée par un demi-grand axe de 2,32 UA, une excentricité de 0,05 et une inclinaison de 7,7° par rapport à l'écliptique.

## Compléments